# Клејтон (Северна Каролина)
Клејтон (енгл. Clayton) град је у америчкој савезној држави Северна Каролина.

## Демографија
По попису из 2010. године број становника је 16.116, што је 9.143 (131,1%) становника више него 2000. године.
| Група             | 2000.         | 2010.          |
| Белци             | 4.755 (68,2%) | 10.430 (64,7%) |
| Афроамериканци    | 1.392 (20,0%) | 3.507 (21,8%)  |
| Азијати           | 60 (0,9%)     | 224 (1,4%)     |
| Хиспаноамериканци | 703 (10,1%)   | 1.725 (10,7%)  |
| Укупно            | 6.973         | 16.116         |